# Cynometra longicuspis
Cynometra longicuspis är en ärtväxtart som beskrevs av Adolpho Ducke. Cynometra longicuspis ingår i släktet Cynometra, och familjen ärtväxter. Inga underarter finns listade i Catalogue of Life.